# Gustaf Unman
Frans Gustaf Unman, född den 24 augusti 1879 i Köpenhamn, död den 16 september 1967 i Nacka, var en svensk målare, tecknare och grafiker.
Han var son till grosshandlaren Johan August Unman och Ida Maria Møller. Hans far var en stor boksamlare inom Stockholms stads historia. Detta ledde även till att han samlade konst med Stockholmsmotiv och var en av initiativtagarna till bildande av Samfundet S:t Erik samt en personlig donator för främjandet av Stockholmia. Sonen Gustaf ärvde faderns intresse och var under en följd av år styrelseledamot i Samfundet S:t Erik. Han studerade vid Konstakademien i Stockholm 1900–1905 där han tilldelades den andra medaljen 1905. Han fick privatundervisning i grafik av Gabriel Burmeister och blev efter några år en mycket skicklig litograf. Han medverkade i Svenska konstnärernas förenings utställningar i Stockholm samt utställningen Stockholm i bild som visades på Liljevalchs konsthall. Hans konst består huvudsakligen av Stockholmsmotiv utförda i olja, pennteckning eller i form av litografier. Flera av hans Stockholmsbilder har återutgivits i böcker eller broschyrer. 
Han drabbades av en långvarig sjukdom som medförde att han inte kunde förvalta sin egendom och man utsåg en förmyndare som skulle hantera hans egendom. Förmyndaren misskötte sitt uppdrag och det blev en stor presskampanj om förmyndarens förvaltning som ledde till att Justitiekanslern tillsatte en utredning 1938. Händelsen finns beskriven i Lundquistaffären. Unman är begravd på Norra begravningsplatsen utanför Stockholm.